# Семёнов, Валерий Семёнович (художник)
Вале́рий Семёнович Семёнов (26 июня 1928, Шорчекасы, Чувашская АССР — 1 апреля 2001, Чебоксары) — советский и российский художник и педагог.

## Биография
Родился 26 июня 1928 года в деревне Шорчекасы Чебоксарского района Чувашской АССР.
В 1944—1948 годах учился в Чебоксарском художественном училище, в 1948—1949 годах — в Киевском художественном институте и в 1964—1969 годах — в Чувашском государственном педагогическом институте. Член Союза художников СССР с 1950 года.
Валерий Семёнов преподавал в 1949—1954 годах в Чебоксарской детской художественной школе № 1, а в 1954—1990 годах в Чебоксарском художественном училище. Вместе с другими чувашскими художниками с 1971 года входил в творческую бригаду «Сельские зори».
В. С. Семёнов был участником всесоюзных, всероссийских, зональных и республиканских выставок. Его персональные выставки проводились в Чебоксарах (1978, 1988, 1998), в селе Красные Четаи (1978), в городе Ядрин (1980) и колхозе «Ленинская искра» Ядринского района (1979), а также в селе Янгорчино Вурнарского района (1980, 1986). Широкую известность получили его работы: «Дорога в горы», «Первая зелень», «Весна в колхозе», «Детсад спит», «У нас в Моргаушах», «Молодожены», «Скоро весна», «Ярмарка в Цивильске», «Портрет В. П. Кузнецовой», «На побывке», «На току», «Уборка хмеля», «Молодожены», «Молодая хозяйка», «Хмель».
Валерий Семёнович был удостоен звания Заслуженный художник Чувашской АССР (1978) и стал лауреатом Государственной премии Чувашской АССР имени К. В. Иванова (1980).
Умер 1 апреля 2001 года в Чебоксарах.